# كريستوف دي فريس
كريستوف دي فريس هو سياسي ألماني، ولد في 4 ديسمبر 1974 في هامبورغ في ألمانيا. نشط حزبياً في الاتحاد الديمقراطي المسيحي. في الانتخابات الفيدرالية الألمانية 2017، انتخب عضو في البوندستاغ الألماني عن دائرة Hamburg-Mitte (electoral district) ‏ وقد انضم خلال البوندستاغ الألماني التاسع عشر (24 أكتوبر 2017 – ) للكتلة البرلمانية الكتلة البرلمانية لائتلاف الاتحاد الديمقراطي المسيحي / الاتحاد الاجتماعي المسيحي في البوندستاغ ‏.